# Pérolas e Porcos
‘'Pérolas e Porcos" é uma compilação de um conjunto grande de gravações que as Vozes da Rádio foram fazendo desde 2002. Gravações do programa da Rádio Nova “Dia dos Senhores” (2002) ou ainda do programa “Vozes no Rádio” (2008) do Rádio Clube Português, assim como genéricos que foram feitos para programas de televisão podem ser ouvidos neste trabalho com 27 faixas. 
A maior parte das gravações que se podem ouvir no “Pérolas e Porcos” foram feitas pelas próprias Vozes na sua sala de ensaio. Após a escolha dos temas a integrar este álbum e definido o alinhamento, Nuno Oliveira, técnico de som que acompanhou as Vozes durante muitos anos, fez pós-produção áudio e masterização. 
A capa e todo o design são da responsabilidade de Miguel Marafuz
O lançamento foi a 7 de Abril de 2009 no Teatro Helena Sá e Costa, durante as gravações do cd/dvd “Radioterapia”.

## Antes da gravação
O ano de 2009 foi bastante produtivo para as Vozes da Rádio. Enquanto preparavam o espectáculo “Radioterapia” para a gravação de cd e dvd, olharam para um conjunto de cerca de cem ficheiros áudio que nunca tinham sido editados e decidiram fazer uma escolha para editar alguns deles. Assim nasce este trabalho que compila passagens pela rádio (Rádio Nova e Rádio Clube Português), genéricos de programas de televisão (Amadores e Liga dos Últimos), gravações de ensaios do disco “Mulheres”, gravações que foram fazendo e que nunca editaram. A escolha foi complicada, tendo ficado mais de metade do material de fora.     

## Gravação
As gravações passaram por vários locais: nos antigos estúdios da Foz da Rádio Nova registaram “Dia dos Senhores”, “Pequeno Ensaio Sobre o Complexo de Édipo”, “Do Cambra para a Mãe”, “Freddy the Man in Skirts”, “Taran”, “Coelhinho”, “Aleluia”, “Ode ao Bidé” e “O Teu Pé”. Todos estes temas fizeram parte do programa “Dia dos Senhores” transmitido entre Março e Dezembro de 2002 e tiveram a participação e gravação de Sérgio Sousa que, com as Vozes da Rádio, foi um dos responsáveis por este programa radiofónico semanal. Na sala de ensaio - que no disco aparece referenciada como O Nosso Escritório -  gravaram “Capitão Moura” (para o programa Liga dos Últimos), “Liga dos Últimos” (genérico do programa), “Samba do Acordo Ortográfico” (para o programa Prós e Contras da RTP), “Ponte ao Meu Lado” (para o projecto galaico-português Ponte nas Ondas e com a participação de Guadi Galego), “Medley Infantil” (para um programa da RTP). Gravaram também todas as sessões do programa “Vozes no Rádio”, entre Outubro e Dezembro de 2008. Neste disco encontramos estes separadores e canções feitas para esse programa radiofónico: “É o Máximo”, “Você é Lindo”, “Somos Virgens”, “Lindo Embigo”, “Embigo” e “Você é Lindo”. Também o “Jingle das Vozes” foi usado no Rádio Clube como genérico. “Amor Plural” foi gravado para uma festa de Natal de uma empresa de publicidade e teve direito a vídeo. Todos estes temas tiveram gravação e mistura de Jorge Prendas, com a excepção de “Ponte ao Meu Lado” que teve gravações adicionais e foi misturado por Segundo Grandio na Casa de Tolos na Galiza. “Maria Caxuxa” foi gravado e misturado por Tiago Oliveira e “É o Amadores”, genérico do programa Amadores da RTPN foi gravado e misturado por Mário Barreiros nos estúdios MB.   “Lili Marleen” é uma gravação ao vivo do concerto “Mulheres” e  “Sabes Sempre o Que Fazer” foi gravado durante a pré-produção do disco “Mulheres” por Vitor Silva. “Pérolas e Porcos”, tema de abertura do disco, é uma composição electrónica de Jorge Prendas, usando pistas e sons das Vozes. No fim Nuno Oliveira fez pós-produção áudio juntando tão diferentes gravações e masterizou.

## Composição e estilo
Talvez seja o trabalho do grupo vocal onde o humor está mais presente. Além de ter vários separadores entre os temas, muitos deles pensados para programas de rádio, têm uma forte componente humorística. A maior parte dos temas foram escritos por Jorge Prendas, havendo neste disco também contribuições das outras Vozes, como também de Sérgio Sousa ou Jorge Carreira. A única versão é “Lili Marleen”, gravada ao vivo, como já foi referido anteriormente.    

## Lançamento e recepção
O lançamento foi uma surpresa para todos os que foram ao Teatro Helena Sá e Costa em Abril de 2009, com o intuito de participarem nas gravações do cd/dvd “Radioterapia”. O seu lançamento foi feito nesses dias de gravação, tendo posteriormente sido distribuído por várias lojas. Na altura a grande ferramenta de comunicação das Vozes era o seu blogue, onde por várias vezes o disco foi referido e o “Samba do Acordo Ortográfico” foi enviado para várias rádios, como single de lançamento. O libreto do cd contém um texto que contextualiza bem este lançamento: “Pérolas e Porcos é um disco não planeado das Vozes da Rádio. Segundo a lei, poderia até ser interrompido e nunca ver a luz do dia, mas resolvemos levá-lo até às ultimas consequências. Resulta de trabalho que vem sendo desenvolvido desde 2002, e que nunca foi pensado para ser editado. Inclui momentos do programa da Rádio Nova “Dia dos Senhores”, jingles, maquetes, genéricos  e participações em programas de televisão e canções originais feitas para o “Vozes no Rádio”, espaço diário que as Vozes da Rádio tiveram no Rádio Clube Português. 
Esta compilação resume uma pequena parte da vida das Vozes da Rádio, do seu sentido de humor e da sua versatilidade.
Neste disco há desacertos e desafinações graves, que fazem igualmente parte da nossa vida. Muitas das faixas aqui incluídas foram gravadas apenas em dois canais e sem grande cuidado, pelo que, por vezes, a qualidade sonora não é a melhor, mas o interesse arqueológico levou-nos a inclui-las no cd.” O mesmo libreto inclui um glossário que também aqui deixamos:
Glossário
A cappella – é isto de cantarmos sem instrumentos.
António Miguel – também conhecido por Tomi. Membro do quinteto desde 1992, já teve mais cabelo e já usou farta barba. Entre as suas inúmeras qualidades não se destaca a pontualidade.
Bidé – um eterno tema de discussão das Vozes da Rádio. Devemos ou não protege-lo? 
Blogue – http://vozesdaradio.blogspot.com também conhecido como o tasco das Vozes. Espaço virtual onde quase diariamente as Vozes passam.
Cristo tinha irmãos? – polémica lançada no programa “Dia dos Senhores” e ainda hoje sem resposta.
Dia dos Senhores – programa das Vozes da Rádio e Sérgio Sousa, transmitido na Rádio Nova entre Março de 2002 e Janeiro de 2003.
Embigo – pequena reentrância corporal, também conhecida por umbigo.
João Ricardo Fráguas – também conhecido por Jony. Para alguns é  João e para outros Ricardo, o que o leva à constante confusão de identidade. Nas Vozes desde 1992, raramente está de acordo com os outros, o que o torna a voz crítica do quinteto. Fala pouco e quase sempre com monossílabos. No entanto, é já famosa a frase: “O João fala pouco, mas quando fala, diz coisas certas”.
Jorge Prendas – também conhecido por Joca. Nas Vozes, desde o seu início em 1991, pode ser considerado o pai do grupo, ainda que não se conheça a mãe. A sua maior façanha é chegar com a língua ao nariz, facto que repete com bastante frequência. Alem desta, não se lhe conhecem mais qualidades dignas de registo.
My space – http://www.myspace.com/vozesdaradiomusic um local onde se pode encontrar a música das Vozes da Rádio... e não só.
RenasSer – alter-ego das Vozes, de gosto muito duvidoso, responsável pelo brutal sucesso Amor Plural.
Rui Vilhena – também conhecido por Vilhas. A última vez que sorriu num ensaio foi a 14 de Novembro de 1992, na altura em que se juntou ao grupo. Responsável pelas linhas de baixo do grupo, é dele a histórica frase: “se isto não der como grupo musical, dá como grupo de teatro”.
Varejo – muitas vezes pronunciado bareijo, define azar. Por vezes certos elementos são portadores de varejo para o núcleo de trabalho. Nessas alturas são olhados de lado e instala-se o mau ambiente…
Vasculho – palavra vulgarmente usada no seio das Vozes e que define genericamente material sem qualidade. 
Tiago Oliveira – também conhecido como Miúdo. O mais novo das Vozes juntou-se ao grupo em 2002. Admirado pelas fãs, Tiago é frequentemente visto a dormir, esteja em pé, sentado ou deitado. Tal leva à preocupação constante dos colegas que já lhe diagnosticaram o síndrome de fadiga crónica.
Vozes da Rádio – a cantar desde 1991.
Vozes no Rádio – crónicas musicais diárias das Vozes da Rádio, no Rádio Clube Português, entre Setembro e Dezembro de 2008.

## Curiosidades
- O nome de trabalho para este disco foi durante muito tempo “Lixo”. As Vozes ponderaram ser esse o título do trabalho mas pouco tempo antes da edição apareceu o nome definitivo.

- Uma versão para banda do “Capitão Moura” [7]foi tocada pela Banda Sinfónica Portuguesa em 2013, poucas semanas após a morte da mítica figura portuense.

- Em 2016[8], e no lançamento do álbum “Canções do Homem Comum vol. I”, as Vozes da Rádio cantaram o tema “O teu pé” que passou a fazer parte dos concertos do grupo vocal desde aí.
- A edição original do CD foi da responsabilidade da BZD, editora das Vozes da Rádio.

- O tema “Amor Plural” foi apresentado num jantar de Natal de uma empresa, onde as Vozes se apresentaram com o nome RenasSer e onde cantaram com um hábito monacal. O tema teve até direito a vídeo que está disponível no YouTube, mas creditado a RenasSer.

- “Pérolas e Porcos” foi lançado em Abril de 2019 nas plataformas digitais.

- A fotografia do porco que consta na capa foi tirada por Jorge Prendas no Zoo da Maia.

## Faixas
| N.º            | Título                                     | Compositor(es)          | voz principal                                  | Duração |  |
| 1.             | "Pérolas e Porcos"                         | J. Prendas              | Electrónica                                    | 0:38    |  |
| 2.             | "Capitão Moura"                            | J. Prendas              | Jorge Prendas, Capitão Moura                   | 1:53    |  |
| 3.             | "É o Amadores"                             | J. Prendas              | Jorge Prendas                                  | 4:04    |  |
| 4.             | "É o Máximo"                               | Vozes da Rádio          | Vozes da Rádio                                 | 0:03    |  |
| 5.             | "Liga dos Últimos"                         | J. Prendas              | Vozes da Rádio                                 | 0:40    |  |
| 6.             | "Dia dos Senhores"                         | J. Prendas              | António Miguel                                 | 0:16    |  |
| 7.             | "Pequeno Ensaio Sobre o Complexo de Édipo" | J. Prendas, J. Carreira | Jorge Prendas                                  | 2:23    |  |
| 8.             | "Do Cambra para a Mãe"                     | Vozes, S. Sousa         | António Miguel, Sérgio Sousa                   | 0:42    |  |
| 9.             | "Freddy, The Man In Skirts"                | J. Prendas, J. Carreira | Jorge Prendas, Rui Vilhena                     | 2:20    |  |
| 10.            | "Taran"                                    | Vozes da Rádio          | Vozes da Rádio                                 | 0:03    |  |
| 11.            | "Lili Marleen"                             | N. Schultze, H. Leip    | António Miguel                                 | 4:16    |  |
| 12.            | "Sabes Sempre o Que Fazer"                 | J. Prendas, J. Monge    | Ricardo Fráguas                                | 4:12    |  |
| 13.            | "Você é Linda"                             | Vozes da Rádio          | Vozes da Rádio                                 | 0:08    |  |
| 14.            | "Samba do Acordo Ortográfico"              | J. Prendas              | Jorge Prendas                                  | 2:33    |  |
| 15.            | "Ponte ao Meu Lado"                        | J. Prendas              | Guadi Galego, Jorge Prendas                    | 2:51    |  |
| 16.            | "Coelhinho"                                | Popular                 | Vozes da Rádio                                 | 0:27    |  |
| 17.            | "Medley Infantil"                          | Popular                 | Jorge Prendas, Ricardo Fráguas, Tiago Oliveira | 3:00    |  |
| 18.            | "Maria Caxuxa"                             | J. Prendas              | Vozes da Rádio                                 | 0:32    |  |
| 19.            | "Aleluia"                                  | Haendel                 | Vozes da Rádio                                 | 0:22    |  |
| 20.            | "Somos Virgens"                            | J. Prendas              | Vozes da Rádio                                 | 1:16    |  |
| 21.            | "Ode ao Bidé"                              | Vozes da Rádio          | Vozes da Rádio                                 | 0:40    |  |
| 22.            | "O Jingle das Vozes"                       | J. Prendas              | Vozes da Rádio                                 | 0:46    |  |
| 23.            | "O Teu Pé"                                 | J. Prendas              | Jorge Prendas                                  | 2:06    |  |
| 24.            | "Lindo Embigo"                             | Vozes da Rádio          | Vozes da Rádio                                 | 0:05    |  |
| 25.            | "Embigo"                                   | J. Prendas              | Jorge Prendas                                  | 1:55    |  |
| 26.            | "Você é Lindo"                             | Vozes da Rádio          | Vozes da Rádio                                 | 0:10    |  |
| 27.            | "Amor Plural"                              | J. Prendas              | Vozes da Rádio                                 | 3:55    |  |
| Duração total: | Duração total:                             | Duração total:          | Duração total:                                 | 42:44   |  |

Arranjos vocais dos temas 2, 3, 5, 6, 7, 12, 14, 15, 18, 20, 22, 23, 25 - Jorge Prendas. 
Arranjos vocais dos temas 4, 8, 9, 10, 11, 13, 16, 19, 21, 24, 26, 27 - Vozes da Rádio.
Arranjo vocal do tema 17 - Jorge Prendas, Ricardo Fráguas.

## Membros
Banda
- Tiago Oliveira
- Jorge Prendas
- Rui Vilhena
- António Miguel
- Ricardo Fráguas

Músicos convidados e equipe técnica
- Guadi Galego - Voz (Ponte ao Meu Lado)
- Vitor Silva - Guitarra (Lili Marleen)
- Pedro Ferreira - Baixo (Lili Marleen)
- Sérgio Silva - Bateria (Lili Marleen)
- Sérgio Sousa - Voz (Do Cambra para a Mãe)
- Capitão Moura - Voz (Capitão Moura)
- Jorge Prendas, Tiago Oliveira, Vitor Silva, Segundo Grandio, Nuno Oliveira - gravações e misturas
- Nuno Oliveira - pós-produção áudio e masterização
- Vozes da Rádio - Produção

- Miguel Marafuz - design